# Bizovac
 Bizovac  è un comune della Croazia di 4 979 abitanti della Regione di Osijek e della Baranja.